# Кубок ЄКВ
Кубок ЄКВ— щорічний волейбольний турнір, що проводиться між європейськими клубами під егідою Європейської конфедерації волейболу. Розігрують із сезону 1980/81 як для чоловічих, так і для жіночих клубів.

## Регламент
До 1987 року і в сезоні 1989/90 призери визначались за одноколовим фінальним турніром за участі чотирьох команд. В 1988—2010 роках фінальний турнір проводився у форматі «Фіналу чотирьох» з півфіналами та двома фіналами за 1-ше і 3-тє місця.
З сезону-2010/11 в Кубку ЄКВ беруть участь 32 команди, турнір грають за системою з вибуванням, починаючи з 1/16 фіналу. При цьому система розіграшу має ряд особливостей, які ввели в сезоні-2007/08. Так після чвертьфінальної стадії проводиться «Челендж-раунд», у якому беруть участь чотири клуби, що залишилися в Кубку ЄКВ і чотири команди, які вибули з Ліги чемпіонів (які зайняли на груповому етапі Ліги треті або четверті місця з найкращими показниками). Переможці «Челендж-раунду» виходять у півфінал.
У тому ж сезоні було введено так званий «золотий сет» (екстра-сет): у тому випадку, якщо суперники на будь-якій стадії обмінювались перемогами, то проводилась додаткова партія (до 15 очок). Проте, в сезоні-2008/09 правило «золотого сету» було змінено: він став призначатись після закінчення другої зустрічі лише в тому випадку, якщо за підсумками двох матчів рахунок був рівний не тільки за кількістю перемог, як було раніше, але і за співвідношенням партій. З сезону-2010/11 «золотий сет» знову став призначатись у будь-якому випадку при рівній кількості перемог на будь-якому етапі турніру з вибуванням, а з сезону-2013/14 проводиться тільки у випадках підсумкового рахунку за партіями 3:3, 4:3, 4:4 або 5:5.
У більшості розіграшів перемагали представники Італії. Так, у жінок перемогами італійських клубів завершились 25 з 35 турнірів, у тому числі 16 перемог підряд — у період з 1997 по 2012 рік; у чоловіків безперервна серія перемог італійців також тривала 16 років — з 1991 по 2006 рік.

## Призери

### Кубок володарів кубків
| Рік     | Місто               | Золото                             | Срібло                        | Бронза                             |
| 1972/73 | Афіни               | «Зірка» (Ворошиловград)            | «Чепель» (Будапешт)           | «Левскі-Спартак» (Софія)           |
| 1973/74 | Брюссель            | «Радіотехнік» (Рига)               | «Зірка» (Ворошиловград)       | «Ресовія» (Ряшів)                  |
| 1974/75 | Анкара              | «Радіотехнік» (Рига)               | «Левскі-Спартак» (Софія)      | «Аеро» (Одолена-Вода)              |
| 1975/76 | Братислава          | ЦСКА «Септемврійско Знаме» (Софія) | «Червена Гвезда» (Братислава) | «Кліппан» (Турин)                  |
| 1976/77 | Брюссель            | «Радіотехнік» (Рига)               | «Стяуа» (Бухарест)            | «Аеро» (Одолена-Вода)              |
| 1977/78 | Ессен               | «Руда Гвезда» (Прага)              | АЗС (Ольштин)                 | «Паолетті» (Катанія)               |
| 1978/79 | Руселаре            | «Динамо» (Бухарест)                | «Руда Гвезда» (Прага)         | «Левскі-Спартак» (Софія)           |
| 1979/80 | Афіни               | «Паніні» (Модена)                  | «Панатінаїкос» (Афіни)        | «Аеро» (Одолена-Вода)              |
| 1980/81 | Арлон               | «Червена Гвезда» (Братислава)      | «Стяуа» (Бухарест)            | ЦСКА «Септемврійско Знаме» (Софія) |
| 1981/82 | Іттербек            | «Автомобіліст» (Ленінград)         | «Левскі-Спартак» (Софія)      | «Стяуа» (Бухарест)                 |
| 1982/83 | Шан                 | «Автомобіліст» (Ленінград)         | «Каппа» (Турин)               | «Воєводина» (Новий Сад)            |
| 1983/84 | Інсбрук             | «Каппа» (Турин)                    | «Сон Амар» (Пальма)           | «Ан'єр»                            |
| 1984/85 | Сен-Назер           | «Динамо» (Московська область)      | «Левскі-Спартак» (Софія)      | «Стяуа» (Бухарест)                 |
| 1985/86 | Пірей               | «Паніні» (Модена)                  | «Стяуа» (Бухарест)            | ЦСКА «Септемврійско Знаме» (Софія) |
| 1986/87 | Базель              | «Болонья»                          | «Левскі-Спартак» (Софія)      | «Босна» (Сараєво)                  |
| 1987/88 | Болонья             | «Максіконо» (Парма)                | «Болонья»                     | «Левскі-Спартак» (Софія)           |
| 1988/89 | Варкаус             | «Максіконо» (Парма)                | «Левскі-Спартак» (Софія)      | «Панатінаїкос» (Афіни)             |
| 1989/90 | Парма               | «Максіконо» (Парма )               | «Сіслей» (Тревізо)            | «Динамо» (Московська область)      |
| 1990/91 | Пальма-де-Мальйорка | «Габека» (Монтік'ярі)              | «Автомобіліст» (Ленінград)    | «Фреж'юс»                          |
| 1991/92 | Мерс                | «Габека» (Монтік'ярі)              | «Медіоланум» (Мілан)          | «Мерзер»                           |
| 1992/93 | Верона              | «Медіоланум» (Мілан)               | «Канн» (Канни)                | «Габека» (Монтік'ярі)              |
| 1993/94 | Женева              | «Сіслей» (Тревізо)                 | «Мілан»                       | «Канн» (Канни)                     |
| 1994/95 | Женева              | «Дайтона» (Модена)                 | «Сан-Хосе» (Сорія)            | «Кнак» (Руселаре)                  |
| 1995/96 | Пірей               | «Олімпіакос» (Пірей)               | «Байєр» (Вупперталь)          | «Альком» (Каппель)                 |
| 1996/97 | Салоніки            | «Альпітур» (Кунео)                 | «Олімпіакос» (Пірей)          | «Білогір'я-Динамо» (Бєлгород)      |
| 1997/98 | Кунео               | «Альпітур» (Кунео)                 | «Олімпіакос» (Пірей)          | «Каштелу-да-Майа» (Майа )          |
| 1998/99 | Стамбул             | «Канн» (Канни)                     | «Альпітур» (Кунео)            | УЕМ-«Смарагд» (Єкатеринбург)       |
| 1999/00 | Афіни               | «Парі Воллей» (Париж)              | «Альпітур» (Кунео )           | «АЕК» (Афіни)                      |

### Кубок топ-команд
| Рік     | Місто               |                         | Фінал   | Фінал                        | Фінал                          |  | Півфіналісти | Півфіналісти |
| Рік     | Місто               | Золото                  | Рахунок | Срібло                       | Бронза                         |  |              |              |
| 2000/01 | Ереглі              | «Ешпінью»               | 3:2     | УЕМ-«Смарагд» (Єкатеринбург) | «Унікаха» (Альмерія)           |  |              |              |
| 2001/02 | Ченстохова          | «Кнак» (Руселаре)       | 3:1     | «Ешпінью»                    | «АЗС» (Ченстохова )            |  |              |              |
| 2002/03 | Апелдорн            | «Піт Зомерс» (Апелдорн) | 3:1     | «Локомотив» (Харків)         | «Омніворлд» (Алмере)           |  |              |              |
| 2003/04 | Інсбрук             | «Локомотив» (Харків)    | 3:1     | «Дельтаконс» (Тулча)         | «Тіроль-Вассеркрафт» (Інсбрук) |  |              |              |
| 2004/05 | Пірей               | «Олімпіакос» (Пірей)    | 3:0     | «Несселанде» (Роттердам)     | «Дукла» (Ліберець)             |  |              |              |
| 2005/06 | Пальма-де-Мальйорка | «Копра» (П'яченца)      | 3:2     | «Сон Амар» (Пальма)          | «Панатінаїкос» (Афіни)         |  |              |              |
| 2006/07 | Модена              | АК «Блед» (Блед)        | 3:2     | «Каса» (Модена)              | «Іскра» (Одинцово )            |  |              |              |

### Кубок ЄКВ
| Рік     | Місто                             |                                     | Фінал                             | Фінал                             | Фінал                                            |                                   | Півфіналісти                      | Півфіналісти                      |
| Рік     | Місто                             | Золото                              | Рахунок                           | Срібло                            | Бронза                                           |                                   |                                   |                                   |
| 2007/08 | Рим                               | «Рома Волейбол» (Рим)               | 3:0                               | «Ноліко» (Маасейк)                | «Будванська Рів'єра» (Будва)                     |                                   |                                   |                                   |
| 2008/09 | Марусі                            | «Білогір'я» (Бєлгород)              | 3:1                               | «Панатінаїкос» (Афіни)            | «Кунео»                                          |                                   |                                   |                                   |
| 2009/10 | Маасейк                           | «Кунео»                             | 3:1                               | «Іскра» (Одинцово)                | «Ноліко» (Маасейк)                               |                                   |                                   |                                   |
| 2010/11 | Віллорба Кендзежин-Козьле         | «Сіслей» (Тревізо)                  | 2:3 3:1                           | «ЗАКСА» (Кендзежин-Козьле)        | «Ресовія» (Ряшів) «ЦСКА» (Софія)                 |                                   |                                   |                                   |
| 2011/12 | Ряшів Москва                      | «Динамо» (Москва)                   | 3:2                               | «Ресовія» (Ряшів)                 | «Габека» (Монтік'ярі) «ACH Волей» (Любляна)      |                                   |                                   |                                   |
| 2012/13 | Латина Анкара                     | «Топ Волей Латіная» (Латина)        | 3:1 3:2                           | «Галкбанк» (Анкара)               | «Локомотив» (Харків) «Малі Лотерея СК» (Анкара)  |                                   |                                   |                                   |
| 2013/14 | Нижній Новгород Париж             | «Парі Воллей» (Париж)               | 0:3 3:1                           | «Губернія» (Нижній Новгород)      | «Скра» Белхатів «Томіс Констанца» (Констанца)    |                                   |                                   |                                   |
| 2014/15 | Тренто Москва                     | «Динамо» (Москва)                   | 3:1 1:3                           | «Трентіно» (Тренто)               | «Ліндеманс Алст» Алст «ЗАКСА» (Кендзежин-Козьле) |                                   |                                   |                                   |
| 2015/16 | Берлін Сургут                     | «Берлін Рециклінг Воллейс» (Берлін) | 3:2 3:0                           | «Газпром-Югра» (Сургут)           | «Динамо» (Москва) «Кнак» (Руселаре)              |                                   |                                   |                                   |
| 2016/17 | Тренто Тур                        | «Тур Волейбол» (Тур)                | 0:3 3:1                           | «Трентіно Воллей» (Тренто)        | «Фенербахче» (Стамбул) «Франкфурт»               |                                   |                                   |                                   |
| 2017/18 | Бєлгород Анкара                   | «Білогір'я» (Бєлгород)              | 3:0 3:2                           | «Галкбанк» (Анкара)               | «Ресовія» (Ряшів) «Верона Воллей» (Верона)       |                                   |                                   |                                   |
| 2018/19 | Тренто Стамбул                    | «Трентіно Воллей» (Тренто)          | 3:0 3:2                           | «Галатасарай» (Стамбул)           | «Кузбасс» (Кемерово) «Олімпіакос» (Пірей)        |                                   |                                   |                                   |
| 2019/20 | Скасовано через пандемію COVID-19 | Скасовано через пандемію COVID-19   | Скасовано через пандемію COVID-19 | Скасовано через пандемію COVID-19 | Скасовано через пандемію COVID-19                | Скасовано через пандемію COVID-19 | Скасовано через пандемію COVID-19 | Скасовано через пандемію COVID-19 |
| 2020/21 | Москва Санкт-Петербург            | «Динамо» (Москва)                   | 3:2 3:1                           | «Зеніт» (Санкт-Петербург)         | «Монпельє Волей» (Монпельє) «Ноліко» (Маасейк)   |                                   |                                   |                                   |
| 2021/22 | Монца Тур                         | «Веро Воллей» (Монца)               | 3:0                               | «Тур Волейбол» (Тур)              | «Скра» (Белхатів) «Зеніт» (Казань)               |                                   |                                   |                                   |
| 2022/23 | Модена Руселаре                   | «Модена Воллей» (Модена)            | 0:3 3:0                           | «Кнак» (Руселаре)                 | «Ґас Салес» (П'яченца) «Скра» Белхатів           |                                   |                                   |                                   |
| 2023/24 | Ряшів Люнебург                    | «Ресовія» (Ряшів)                   | 3:0                               | «Люнебург»                        | «Аркас Спор» (Ізмір) «Фенербахче» (Стамбул)      |                                   |                                   |                                   |
| 2024/25 | Ряшів Анкара                      | «Зіраат Банкаси» (Анкара)           | 3:2 3:1                           | «Ресовія» (Ряшів)                 | «Трентіно Воллей» (Тренто) «Тур Волейбол» (Тур)  |                                   |                                   |                                   |

## Переможці турніру
| Клуб                       | Титулів | Переможні роки                      |
| -------------------------- | ------- | ----------------------------------- |
| «Модена Воллей» (Модена)   | 4       | 1979/80, 1985/86, 1994/95, 2022/23. |
| «Динамо» (Москва)          | 4       | 1996/97, 2011/12, 2014/15, 2020/21. |
| «П'ємонт Волейбол» (Кунео) | 3       | 1996/97, 1997/98, 2009/10.          |
| «Радіотехнік» (Рига)       | 3       | 1973/74, 1974/75, 1976/77.          |
| «Зіраат Банкаси» (Анкара)  | 1       | 2024/25                             |

## Найцінніший гравець сезону
- 2004–05 –  Маркос Мілінковіч
- 2005–06 –  Леонель Маршалл
- 2006–07 –  Матія Плешко
- 2007–08 –  Мануель Кошоне
- 2008–09 –  Ліберман Агамес
- 2009–10 –  Вут Вайсманс
- 2010–11 –  Алессандро Фей
- 2011–12 –  Микола Павлов
- 2012–13 –  Рейд Прідді
- 2013–14 –  Марко Івовіч
- 2014–15 –  Павло Круглов
- 2015–16 –  Пол Лотман
- 2016–17 –  Давид Конечний
- 2017–18 –  Костянтин Бакун
- 2018–19 –  Урош Ковачевич
- 2019–20 – Турнір скасовано через пандемію COVID-19
- 2020–21 –  Павло Панков
- 2021–22 –  Владислав Давискиба
- 2022–23 –  Адіс Лаґумджія
- 2023–24 –  Стефан Буає
- 2024–25 –  Меттью Андерсон